# Storch-Haus

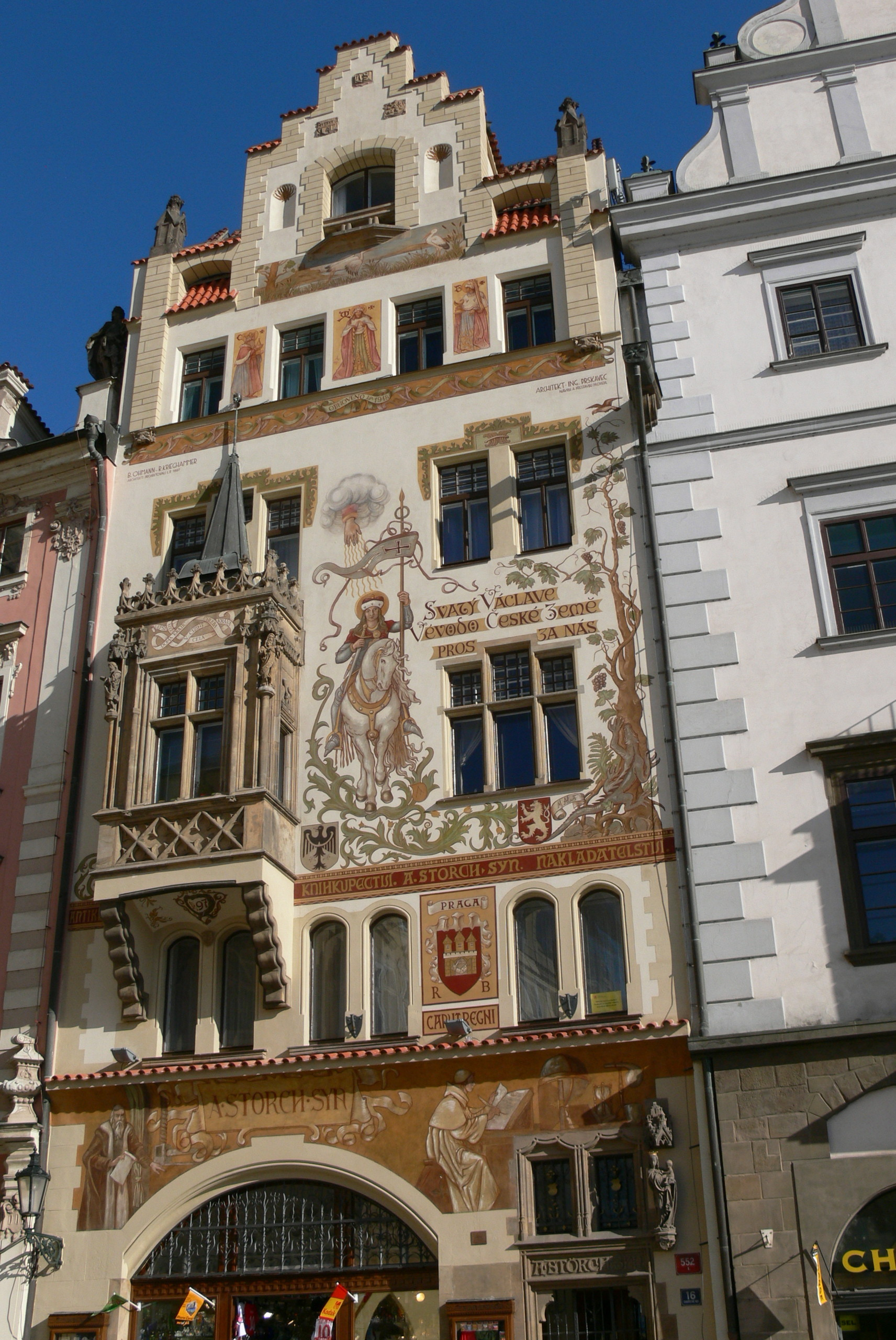
Das Storch-Haus

Das reich verzierte Storch-Haus (tschechisch Štorchův dům) steht auf dem Altstädter Ring in Prag, an der Einmündung der Straße Celetná, neben dem Haus U Bílého jednorožce (Zum weißen Einhorn), Haus Nr. 552/16. Es wird auch U kamenného obrazu Panny Marie (Zum steinernen Bild der Jungfrau Maria), U Černých vrat (Zum schwarzen Tor) oder Maršálkovský dům (Marschall-Haus) genannt, nach dem älteren Haus aus dem 15. Jahrhundert, das ursprünglich an dieser Stelle stand und 1896 abgerissen wurde. Das Haus ist als Kulturdenkmal der Tschechischen Republik geschützt.
Das Storch-Haus mit einem spätgotischen Erker wurde 1896–1897 nach einem Entwurf des Architekten Friedrich Ohmann für den Buchhändler Alexander Štorch erbaut. Die neugotische Fassade ist mit prachtvollen Fresken verziert. Sie wurden vom Maler Ladislav Novák nach einem Entwurf von Mikoláš Aleš geschaffen. Das bemerkenswerteste Bild an der Fassade ist die drei Meter hohe Reiterfigur des böhmischen Landesheiligen Wenzel. Über den Fenstern des zweiten Stockwerks sind in großen Lettern die Worte des St.-Wenzels-Chorals zu lesen: Svatý Václave, vévodo České země, pros za nás (Heiliger Wenzel, Herzog des böhmischen Landes, bitte für uns). Der auf einem Schimmel reitende Landespatron hält ein Schwert in der Rechten und eine Fahne in der Linken. Im Blumenornament unter den Hufen des Pferdes befinden sich der St.-Wenzels-Adler und das Wappen mit dem Böhmischen Löwen, darunter erinnert die Inschrift in goldenen Lettern auf rotem Grund an den früheren Besitzer des Hauses: Knihkupectví. A. Storch a syn. nakladatelství (Buchhandlung. A. Storch & Sohn. Verlag). Darunter ist das Prager Stadtwappen dargestellt.
Das Haus wurde bei den Kämpfen um den Altstädter Ring im Mai 1945 schwer beschädigt und im Jahr 1948 von J. Prskavec restauriert.